# Dwukoły
Dwukoły (deutsch Zworaden) ist ein kleiner Ort in der polnischen Woiwodschaft Ermland-Masuren und gehört zur Gmina Iłowo-Osada (Landgemeinde Illowo) im Powiat Działdowski (Kreis Soldau).

## Geographische Lage
Dwukoły liegt im äußersten Südwesten der Woiwodschaft Ermland-Masuren, unmittelbar an der Grenze zur Woiwodschaft Masowien. Bis zur früheren Kreisstadt Neidenburg (polnisch Nidzica) sind es 26 Kilometer in nördlicher Richtung. Die jetzige Kreismetropole Działdowo (deutsch Soldau i. Ostpr.) ist zwölf Kilometer in nordwestlicher Richtung entfernt.

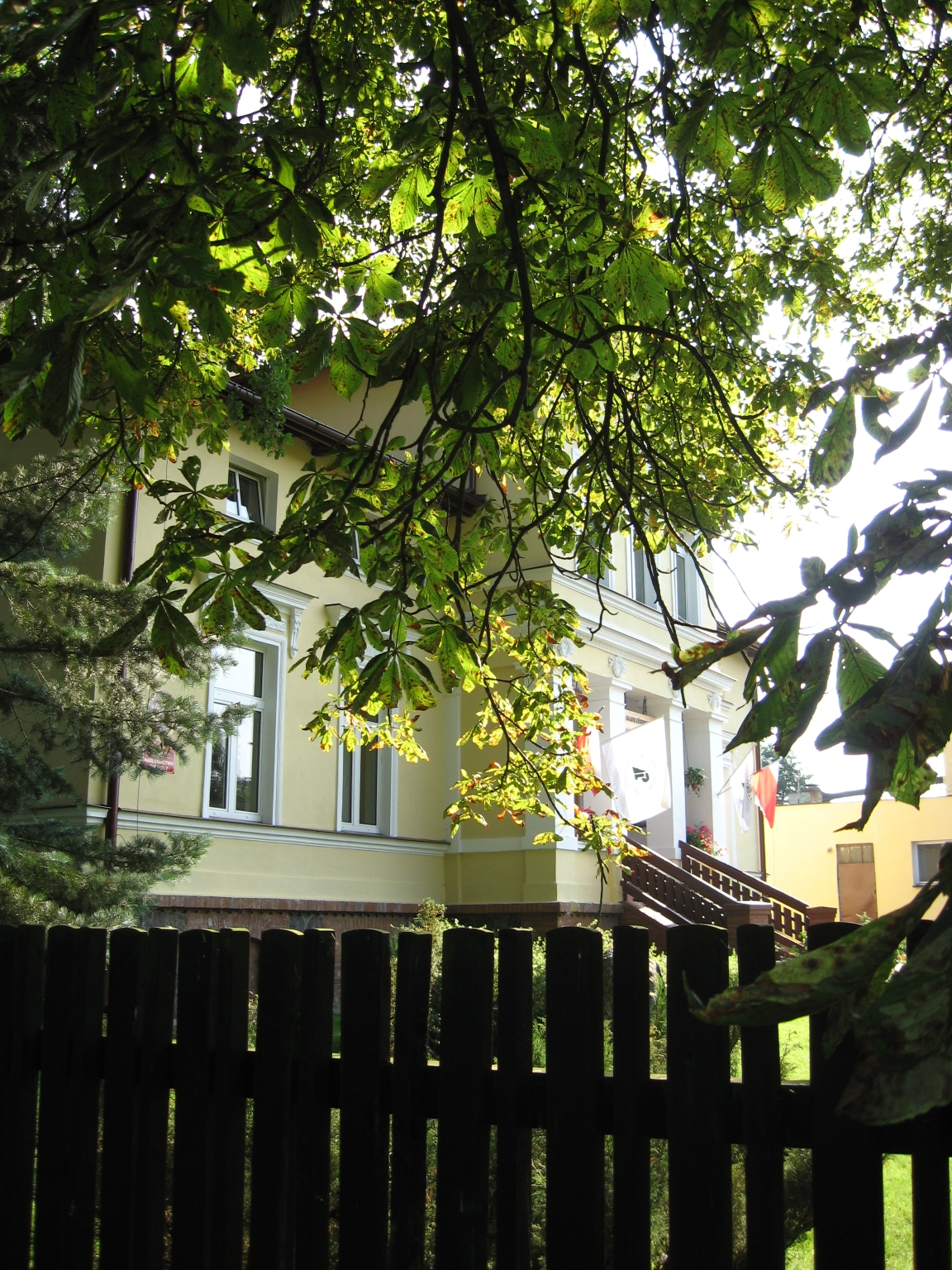
Das noch aus preußischer Zeit stammende Forsthaus in Dwukoły

## Geschichte
Die Försterei Zworaden kam als Forstgutsbezirk 1874 zum neu errichteten Amtsbezirk Narzym im ostpreußischen Kreis Neidenburg. Im Jahre 1910 zählte Zworaden 30 Einwohner.
Im Soldauer Gebiet gelegen musste Zworaden mit allen Nachbarorten entsprechend dem Versailler Vertrag von 1919 an Polen überstellt werden. Das geschah am 10. Januar 1920. Zworaden erhielt die polnische Bezeichnung „Dwukoła“. Zwischen 1934 und 1939 war der Ort in die Landgemeinde Iłowo eingegliedert, die am 26. Oktober 1939 zum Deutschen Reich kam, am 1. April 1940 in den „Amtsbezirk Narzym“ umgewandelt und am 24. April 1940 in den Kreis Neidenburg rückgegliedert wurde. Zworaden war bis 1945 der Gemeinde Illowo zugehörig.
In Kriegsfolge kam 1945 das gesamte südliche Ostpreußen zu Polen. Zworaden erhielt jetzt die polnische Namensform „Dwukoły“. Die Osada leśna (= „Waldsiedlung“) ist heute eine Ortschaft im Verbund der Gmina Iłowo-Osada (Landgemeinde Illowo) im Powiat Działdowski (Kreis Soldau), bis 1998 der Woiwodschaft Ciechanów, seither der Woiwodschaft Ermland-Masuren zugeordnet.

## Kirche
Vor 1945 war Zworaden evangelischerseits in die Kirche Narzym in der Kirchenprovinz Ostpreußen der Kirche der Altpreußischen Union bzw. in die Unierte Evangelische Kirche in Polen, außerdem in die römisch-katholische Kirche Bialutten (polnisch Białuty) eingepfarrt. Heute gehört Dwukoły zur katholischen Kirche Iłowo-Osada in der Region Brodnica (Strasburg) im Bistum Toruń (Thorn) sowie zur evangelischen Erlöserkirche Działdowo (Soldau) in der Diözese Masuren der Evangelisch-Augsburgischen Kirche in Polen.

## Verkehr
Dwukoły liegt im Süden eines Naturschutzgebiets und ist lediglich über eine Landwegverbindung von Iłowo-Osada (Illowo) aus zu erreichen. Die nächste Bahnstation ist Iłowo an der Bahnstrecke Danzig–Warschau.